# Revsfjorden
Revsfjorden er et lidt over 4 kilometer langt sund som går mod sydøst fra Mulneset i Steigen kommune og Måsøyodden på Prestmåsøya i Sørfold kommune til Lassodden hvor Måsøysundet fortsætter mod syd som en sammenhængende forbindelse mellem Folda og Sørfolda. Sundet ligger i Sørfold kommune i Nordland fylke i Norge, med kun en lille del ved indløbet i Steigen.
Mulneset, i nordøstenden af sunden, markerer også starten på Sørfolda og overgangen til Mulfjorden og Nordfolda. Sagfjorden går i østlig retning fra sundet på nordsiden af Revsnesodden. Husbyvika går mod øst fra sydsiden af odden. Fra sydenden af Husbyvika går det omtrent 850 meter lange Måsøysundet videre mellem Prestmåsøya og fastlandet.
Sundet ligger i et område uden bebyggelse eller vejforbindelser.